# Conwentzia obscura
Conwentzia obscura is een insect uit de familie van de dwerggaasvliegen (Coniopterygidae), die tot de orde netvleugeligen (Neuroptera) behoort. 
De wetenschappelijke naam Conwentzia obscura is voor het eerst geldig gepubliceerd door Sziráki & van Harten in 2006.